# Padaczka czytania
Padaczka czytania, pierwotna padaczka czytania (ang. reading epilepsy) – rodzaj padaczki odruchowej związany z czytaniem.
Padaczka czytania zalicza się do padaczek odruchowych. Charakteryzują się one występowaniem napadów padaczkowych odruchowych, to znaczy powodowanych przez konkretny wywołujący je bodziec, w przeciwieństwie do innych padaczek, w przebiegu których obserwuje się napady spontaniczne. W tym przypadku czynnik wywołujący stanowi czytanie, zarówno na głos, jak i ciche. W efekcie może wystąpić napad obejmujący mioklonie okolicy ust, zwłaszcza mięśnia żwacza, mięśnia okrężnego ust, mioklonie oralne i perioralne. Mioklonie dotyczyć mogą również kończyn. Poza miokloniami dojść może do napadów nieświadomości. Do objawów zalicza się również niemożność czytania. W wykonanym podczas takiego napadu badaniu elektroencefalograficznym zauważyć można wyładowania w postaci zespołów fala ostra-fala wolna, pochodzących głównie z dominującej półkuli mózgu, a dokładniej z jej okolicy skroniowo-ciemieniowej. Natomiast jeśli cierpiącemu na padaczkę czytania pacjentowi wykona się badanie EEG poza napadami, nie uwidocznią się żadne nieprawidłowości. Również rezonans magnetyczny głowy nie przedstawia istotnych zmian.
Pierwotna padaczka czytania występuje częściej u chłopców w wieku od 12 do 20 lat. Podejrzewa się podłoże genetyczne.
W przypadku padaczki związanej z czytaniem zaleca się jako prewencję kolejnych napadów zmianę sposobu czytania. Koutroumanidis i inni (1998) opisali serię przypadków, w leczeniu których stosowali leki przeciwpadaczkowe. Napady ustąpiły u 9 pacjentów na 14. Skutecznym lekiem okazał się klonazepam, a kwas walproinowy u części chorych nie wykazywał działania.